# Stygnocoris sabulosus
Stygnocoris sabulosus är en insektsart som först beskrevs av Friedrich von Schilling 1829. Enligt Catalogue of Life ingår Stygnocoris sabulosus i släktet Stygnocoris och familjen Rhyparochromidae, men enligt Dyntaxa är tillhörigheten istället släktet Stygnocoris och familjen fröskinnbaggar. Arten är reproducerande i Sverige. Inga underarter finns listade i Catalogue of Life.